# Krause Zistrose
Die Krause Zistrose (Cistus crispus) ist eine monotypische Pflanzenart aus der Gattung der Zistrosen (Cistus) in der Familie der Zistrosengewächse (Cistaceae).

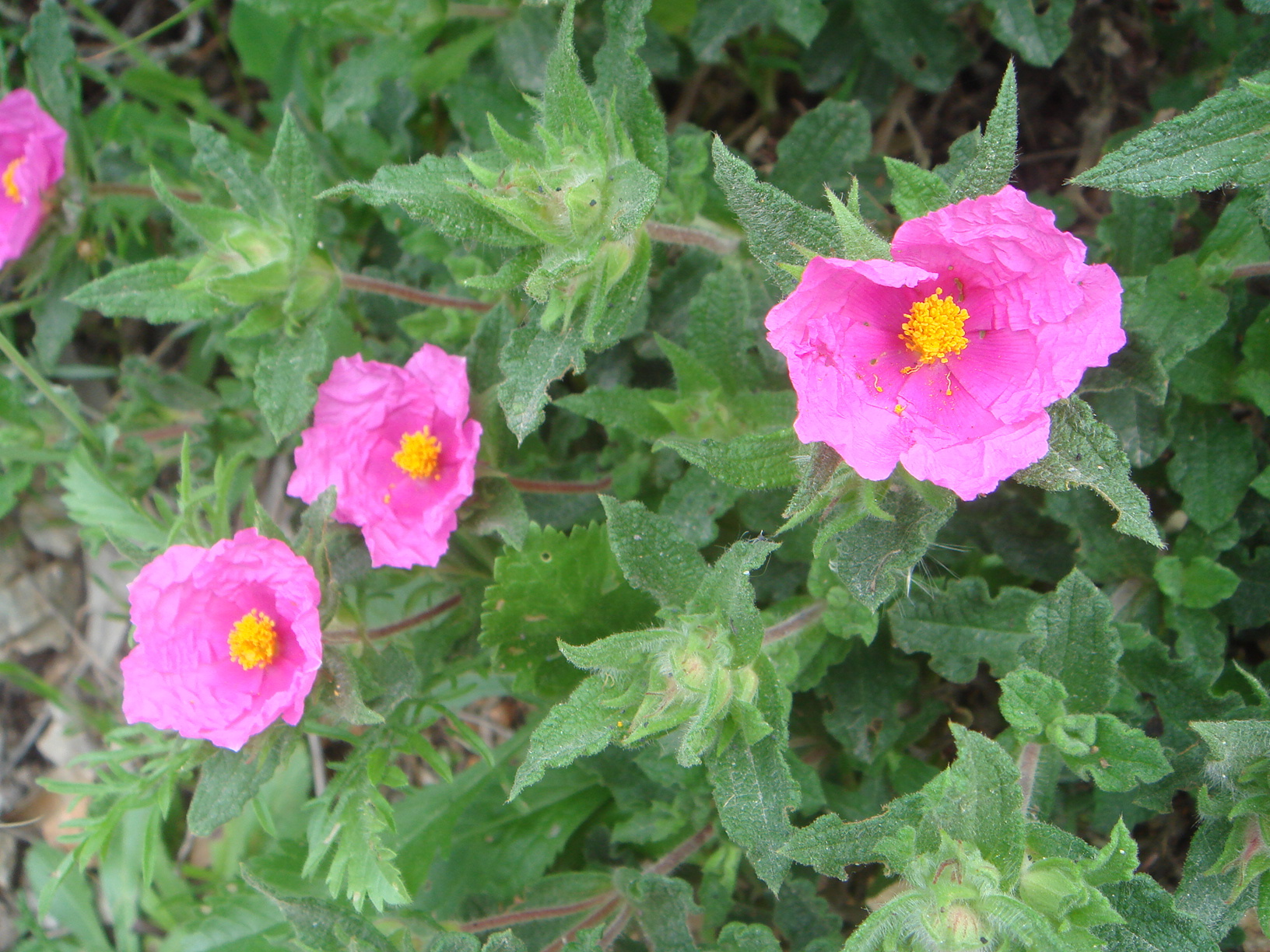
Krause Zistrose (Cistus crispus)

## Merkmale
Der immergrüne, aromatische, rundliche Strauch erreicht Wuchshöhen bis zu 60 cm. Die 10 bis 40 mm langen und 4 bis 15 mm breiten, sitzenden, grau-grünen Laubblätter besitzen eine länglich-elliptische Form. Sie sind filzig behaart und dreinervig. Die Behaarung besteht aus einer Mischung von kürzeren Sternhaaren und längeren, einzelnen Haaren. Der Blattrand ist im Unterschied zu dem der Weißlichen Zistrose (Cistus albidus) deutlich gewellt.
Es werden endständige, wenigblütige Blütenstände gebildet. Die zwittrigen Blüten mit doppelter Blütenhülle messen etwa 3 bis 4 cm im Durchmesser und sitzen an 1–5 mm langen, behaarten Blütenstielen. Die Pflanze besitzt fünf dicht-zottig behaarte und zugespitzte Kelchblätter und fünf knittrige, purpurrote bzw. violettrote Kronblätter. Es sind viele kurze Staubblätter und ein oberständiger Stempel mit behaartem Fruchtknoten und großer, kopfiger Narbe vorhanden.
Es werden kleine, holzige und mehr oder weniger behaarte, vielsamige, lokulizidale Kapselfrüchte mit beständigem Kelch gebildet.
Die Chromosomenzahl beträgt 2n = 18.

## Verbreitung
Westliches Mittelmeergebiet – westliches Südeuropa und westliches Nordafrika, Portugal. Die Krause Zistrose kommt vor in Marokko, Algerien, Tunesien, Portugal, Spanien, Frankreich, Italien und Sizilien.

## Nutzung
Die Art ist seit 1656 in Kultur.

## Taxonomie
Die Krause Zistrose wurde 1753 von Carl von Linné in Species Plantarum, Tomus 1, S. 524 erstbeschrieben.